# Фоменок (Брянская область)
Фоменок (Фоминок) — посёлок в Брасовском районе Брянской области, в составе Веребского сельского поселения. 
 Расположен в 2 км к югу от деревни Лубенск. Население — 7 человек (2010).
Возник в 1920-е годы; до 1960 г. входил в состав Пионерского сельсовета.
| Годы      | 1979 | 1989 | 2002 | 2010 |
| --------- | ---- | ---- | ---- | ---- |
| Население | 80   | 43   | 18   | 7    |